# Imfact
Imfact (hangul: 임팩트, uma mistura de I'm Fact e Impact) é um grupo masculino sul-coreano formado pela Star Empire Entertainment em 2016. O grupo estreou em 27 de janeiro de 2016, com o single álbum "Lollipop". O grupo é formado por cinco integrantes: Jeup, Taeho, Jian, Sang e Ungjae.

## História

### Pré-estreia
Sang foi descoberto pela Star Empire Entertainment, quando ele tinha três anos de idade.
Antes da estreia, Jian trabalhou como dançarino de apoio para B1A4 e Juniel. Jeup aprendeu Taekwondo e até foi membro da equipe nacional quando estava no ensino médio. Antes de treinar na Star Empire Entertainment, Taeho havia treinado em várias outras empresas, como MBK Entertainment e Happy Face Entertainment.

### 2016: Estreia comLollipopeRevolt
Imfact lançou seu single álbum de estreia, Lollipop, em 27 de janeiro de 2016. O single contém quatro faixas com a faixa-título sendo "Lollipop", e foi produzido pelos integrantes. O grupo estreou oficialmente, no palco, em 28 de janeiro, no programa musical M Countdown. Imfact realizou seu primeiro fanmeeting em 19 de junho.
No dia 13 de agosto, eles fizeram uma transmissão ao vivo no aplicativo da Naver, V Live, para celebrar seu 200º dia desde a estreia e anunciaram o nome do fã-clube IF.
Em 21 de outubro, foi relatado que oImfact fará um retorno na segunda semana de novembro. Em 31 de outubro, Imfact lançou um trailer de retorno e uma imagem promocional. Seu segundo single álbum Revolt, será lançado em 11 de novembro. Em 11 de novembro, eles voltaram com o single álbum Revolt, com a faixa-título "F,S,G Feel So Good".

### 2017:IMFACTORYeThe Unit
Imfact anunciou seu projeto de 2017 intitulado IMFACTORY para seus fãs em um show de lançamento em 7 de janeiro. IMFACTORY é uma mistura de "IMFACT Factory and Story" O projeto consiste em lançamentos mensais, mini reuniões de fãs e mini concertos. O grupo começou seu primeiro projeto mensal "In The Club", lançado em 25 de janeiro às 12h na hora padrão da Coreia.
Eles realizaram o '2017 IMFACT Project IMFACTORY Mini Concert Part 2' em 25 de fevereiro. A segunda música mensal "Please Be My First Love" foi lançada em 27 de fevereiro às 12h.
Eles continuam a realizar mini concertos como parte do projeto IMFACTORY. Sua terceira música mensal "Tension Up" foi lançada em 5 de abril. A música é um ritmo rápido EDM sobre querer se divertir e ficar louco para a noite.
No dia 24 de agosto, eles foram confirmados para participar do reality show da KBS, Idol Rebooting Project: The Unit. Em 19 de setembro, a Star Empire anunciou que 4 integrantes: Jian, Jeup, Taeho e Ungjae irão participar do show. Jeup terminou em 11º lugar na rodada final e não entrou na equipe de estreia do TOP 9, Ungjae e Taeho foram eliminados em 26º e 27º lugar antes da rodada final, enquanto Jian foi eliminado em 49º lugar na primeira eliminação.

### 2018–presente:The Light
Em 9 de abril, foi relatado que Imfact fará um retorno na terceira semana de abril. No dia 17 de abril, eles voltaram com o single digital The Light.

## Integrantes
Jeup (hangul: 제업), nascido Park Je-up (hangul: 박제업) em 27 de março de 1993 (31 anos).
Taeho (hangul: 태호), nascido Kim Tae-ho (hangul: 김태호), em 1 de novembro de 1993 (31 anos).
Jian (hangul: 지안), nascido Lee Ji-an (hangul: 이지안), em 8 de novembro de 1993 (31 anos).
Sang (hangul: 상), nascido Lee Sang (hangul: 이상), em 17 de outubro de 1995 (29 anos).
Ungjae (hangul: 웅재), nascido Na Ung-jae (hangul: 나웅재), em 28 de maio de 1998 (26 anos).

## Discografia

### Single álbuns
| Título   | Detalhes do álbum | Melhores posições nas paradas | Vendas        |
| Título   | Detalhes do álbum | KOR                           | Vendas        |
| -------- | --- | ----------------------------- | ------------- |
| Lollipop | - Lançamento: 27 de janeiro de 2016 - Gravadoras: Star Empire Entertainment e KT Music - Formatos: CD, download digital                                                                                                 | 6                             | - KOR: 5,147+ |
| Revolt   | - Lançamento: 11 de novembro de 2016 - Gravadoras: Star Empire Entertainment e KT Music - Formatos: CD, download digital Lista de faixas 1. Prism (반란/斑爛) 2. Feel So Good 3. Mirrorz 4. Woo 5. Feel So Good (Inst.) | 13                            | - KOR: 4,132+ |

### Singles
| Título                                                                                       | Ano  | Melhores posições nas paradas | Vendas         | Album            |
| Título                                                                                       | Ano  | KOR                           | Vendas         | Album            |
| -------------------------------------------------------------------------------------------- | ---- | ----------------------------- | -------------- | ---------------- |
| "Lollipop" (롤리팝)                                                                          | 2016 | —                             | - KOR: 20,928+ | Lollipop         |
| "F,S,G (Feel So Good)"                                                                       | 2016 | 105                           | - KOR: 23,015+ | Revolt           |
| "In The Club" (니가 없어)                                                                    | 2017 | 112                           | - KOR: —       | Non-album single |
| "Please Be My First Love" (첫사랑을 부탁해)                                                  | 2017 | —                             | - KOR: —       | Non-album single |
| "Tension Up" (텐션업)                                                                        | 2017 | —                             | - KOR: —       | Non-album single |
| "The Light" (빛나)                                                                           | 2018 | 132                           | - KOR: —       | Non-album single |
| "—" indica lançamentos que não figuraram nas paradas ou que não foram lançados nessa região. |      |                               |                |                  |